# Lars Bergdahl
Lars Bergdahl är en före detta ordförande i fotbollsklubben Ljungskile SK.